# Nd:YAG-laser
Nd-YAG-laser är en laser av en kristall av oxid av yttrium och aluminium med granat-strukturen (Y3Al5O12, YAG) som dopats med neodym. Lasertypen är näst efter diodlasern den vanligast förekommande och används flitigt i bland annat forskning. Vanligen ger den ifrån sig en våglängd på 1 064 nm, vilket är inom den infraröda delen av spektrumet. Strålen frekvensdubblas sedan ofta för att ge en våglängd på 532 nm, vilket ger ett grönt ljus. Detta kan ske med Kalium-titaniumoxid-fosfat (KTP) som optiskt medium. Lasern kan köras både i kontinuerligt och pulsat läge.